# Vilhelmina
Vilhelmina je  žensko osebno ime.

## Izvor imena
Ime Vilhelmina je različica ženskega osebnega imena Vilma.

## Pogostost imena
Po podatkih Statističnega urada Republike Slovenije je bilo na dan 31. decembra 2007 v Sloveniji število ženskih oseb z imenom Vilhelmina: 17.

## Osebni praznik
Osebe z imenom Vilhelmina lahko godujejo takrat kot Vilme.